# Оскар Гослер
Оскар Гослер (Хамбург, 26. јуни 1875 — Хамбург, 15. фебруар 1953) био је немачки веслач на прелазу из 19. у 20. век, учесник Летњих олимпијских игрра 1900. Био је члан немачког веслачког клуба Хамбург.
На Олимпијским играма 1900. такмичио се у две веслачке дисцилине: четверцу са кормиларом и осмерцу. У такмичењу четвераца са кориларом десило се нешто необично за спортска такмичења. Због неслагања такмичара и судија после трка у претакмичењу одлучено је да се званично одрже две финалне трке тзв. А и Б финале. Победницима финала су подељена два комлета медаља. МОК је касније признао резултате, а тиме и освајаче медаља оба финала. 
Посада коју су поред њега чинили његова браћа Густав и Карл, па Валтер Каценштајн и Валдемар Титгенс учествовала је у Б финалу и освојили златну медаљу.
Са посадом осмерца је заузео 4. место иако су се у финале плсирали као трећи у полуфиналу.